# Di tích của Ý
Di tích của Ý xuất hiện ở nhiều vùng khác nhau do lịch sử dài và có nhiều thay đổi của nước Ý.

Với 51 di sản, Ý là nước có số lượng di sản thế giới nhiều nhất.

## Danh sách di tích nổi bật ở Ý
Đây là những di tích nổi tiếng nhất của Ý.
- Đấu trường La Mã (Rome)
- Vương cung thánh đường Thánh Phêrô (Rome)
- Bảo tàng Vatican (Rome)
- Duomo di Monreale
- Nhà thờ chính tòa Firenze
- Dinh tổng trấn (Venezia)
- Vương cung thánh đường Thánh Máccô (Venezia)
- Nhà thờ lớn Siena
- Ponte Vecchio (Firenze)
- Tháp nghiêng Pisa (Pisa)

## Những di tích của Ý bị phá huỷ trong phim
- Tháp nghiêng Pisa (Siêu nhân III, 1983)
- Nhà nguyện Sistine (2012, 2009)
- Đấu trường La Mã (The Core, 2003)
- Altare della Patria (The Core, 2003)